# Вермелью-Нову
Вермелью-Нову (порт. Vermelho Novo) — муниципалитет в Бразилии, входит в штат Минас-Жерайс. Составная часть мезорегиона Зона-да-Мата. Входит в экономико-статистический  микрорегион Понти-Нова. Население составляет 4791 человек на 2006 год. Занимает площадь 113,941 км². Плотность населения — 42,0 чел./км².

## Статистика
- Валовой внутренний продукт на 2003 год составляет 12 797 842,00 реалов (данные: Бразильский институт географии и статистики).
- Валовой внутренний продукт на душу населения на 2003 год составляет 4800,64 реалов (данные: Бразильский институт географии и статистики).
- Индекс развития человеческого потенциала на 2000 год составляет 0,689 (данные: Программа развития ООН).